# ماريا فينتورا
ماريا فينتورا (بالفرنسية: Marie Ventura)‏ هي ممثلة فرنسية، ولدت في 14 يوليو 1888 في رومانيا، وتوفيت في 3 ديسمبر 1954 بباريس في فرنسا.

## وصلات خارجية
- ماريا فينتورا على موقع IMDb (الإنجليزية)
- ماريا فينتورا على موقع قاعدة بيانات الفيلم (الإنجليزية)
- ماريا فينتورا على موقع كينوبويسك (الروسية)